# Clube Sport Sinop
Clube Sport Sinop é um clube-empresa brasileiro de futebol da cidade de Sinop no estado de Mato Grosso. As cores da equipe é tricolor, amarelo, preto e branco. O clube manda seus jogos no estádio Gigante do Norte com capacidade para 13.000 mil torcedores.

## História
O Sport Sinop foi fundado em abril de 2021 com o objetivo de se tornar a melhor equipe da região norte de Mato Grosso. Os principais objetivos da equipe, que é financiada por empresários, é de chegar a Primeira Divisão do Mato Grosso e também da construção de seu próprio CT.
O clube ainda recém participou de uma reunião, onde definia as prováveis equipes que entrariam na disputa do Campeonato Segunda Divisão, já nascendo como clube profissional.  A apresentação do clube ocorreu 1 mês após a sua fundação, em junho de 2021, onde foi apresentado a comissão técnica e os jogadores que atuaram no clube. O clube conquistou o acesso para o  Campeonato Mato-Grossense 1° Divisão no dia 31 de julho, após vencer por 7–1 o AA Araguaia.
Em 2023 o Sport Sinop foi rebaixado no Campeonato Mato-Grossense.
Em 2024, na Segunda Divisão Estadual, a Fera do Norte conquistou o acesso contra o Poconé, se classificando para a final onde ficou com o vice-campeonato contra o  Cáceres.

## Títulos
| Estaduais   | Estaduais                            | Estaduais | Estaduais  |
|             | Competição                           | Títulos   | Temporadas |
| ----------- | ------------------------------------ | --------- | ---------- |
| Mato Grosso | Campeonato Mato-Grossense 2ª Divisão | 1         | 2021       |

## Participações
|  | Participações em 2025 |

| Competição  | Competição                | Temporadas | Melhor campanha    | Estreia | Última | P | R |
| Mato Grosso | Campeonato Mato-Grossense | 3          | 3º colocado (2022) | 2022    | 2025   |   | 1 |
| Mato Grosso | 2ª Divisão                | 2          | Campeão (2021)     | 2021    | 2024   | 2 |   |